# 曽山駅
曽山駅（チュンサンえき）は朝鮮民主主義人民共和国咸鏡南道利原郡に位置する朝鮮民主主義人民共和国鉄道省平羅線、利原線の駅である。

## 歴史
- 1928年9月1日：開業[1]。